# Pierre Lory
Pour les articles homonymes, voir Lory.
 (juin 2023).
La mise en forme du texte ne suit pas les recommandations de Wikipédia : il faut le « wikifier ».
Les points d'amélioration suivants sont les cas les plus fréquents. Le détail des points à revoir est peut-être précisé sur la page de discussion.
- Les titres sont pré-formatés par le logiciel. Ils ne sont ni en capitales, ni en gras.
- Le texte ne doit pas être écrit en capitales (les noms de famille non plus), ni en gras, ni en italique, ni en « petit »…
- Le gras n'est utilisé que pour surligner le titre de l'article dans l'introduction, une seule fois.
- L'italique est rarement utilisé : mots en langue étrangère, titres d'œuvres, noms de bateaux, etc.
- Les citations ne sont pas en italique mais en corps de texte normal. Elles sont entourées par des guillemets français : « et ».
- Les listes à puces sont à éviter, des paragraphes rédigés étant largement préférés. Les tableaux sont à réserver à la présentation de données structurées (résultats, etc.).
- Les appels de note de bas de page (petits chiffres en exposant, introduits par l'outil «  Source ») sont à placer entre la fin de phrase et le point final[comme ça].
- Les liens internes (vers d'autres articles de Wikipédia) sont à choisir avec parcimonie. Créez des liens vers des articles approfondissant le sujet. Les termes génériques sans rapport avec le sujet sont à éviter, ainsi que les répétitions de liens vers un même terme.
- Les liens externes sont à placer uniquement dans une section « Liens externes », à la fin de l'article. Ces liens sont à choisir avec parcimonie suivant les règles définies. Si un lien sert de source à l'article, son insertion dans le texte est à faire par les notes de bas de page.
- La présentation des références doit suivre les conventions bibliographiques. Il est recommandé d'utiliser les modèles {{Ouvrage}}, {{Chapitre}}, {{Article}}, {{Lien web}} et/ou {{Bibliographie}}. Le mode d'édition visuel peut mettre en forme automatiquement les références.
- Insérer une infobox (cadre d'informations à droite) n'est pas obligatoire pour parachever la mise en page.

Pour une aide détaillée, merci de consulter Aide:Wikification.
Si vous pensez que ces points ont été résolus, vous pouvez retirer ce bandeau et améliorer la mise en forme d'un autre article.
 (mars 2020).
Si vous disposez d'ouvrages ou d'articles de référence ou si vous connaissez des sites web de qualité traitant du thème abordé ici, merci de compléter l'article en donnant les références utiles à sa vérifiabilité et en les liant à la section « Notes et références ».
Pierre Lory, né le 22 avril 1952 à Paris, est un islamologue français, directeur d'études émérite à l'École pratique des hautes études, où il détenait la chaire de « Mystique musulmane » de la Ve section (sciences religieuses) jusqu’en 2020. Il est membre du Laboratoire d'études sur les monothéismes (UMR 8584) du CNRS.

## Biographie
Pierre Lory obtient l'agrégation d'arabe en 1977, après des études de sciences politiques (IEP Paris) et de langue et littérature arabes à l'Institut national des langues et civilisations orientales, puis à l'université Paris III Sorbonne-Nouvelle). Sous la direction de Roger Arnaldez, il se spécialise en Maîtrise en 1976 en islamologie et mystique musulmane. Il s'inscrit en thèse sous la direction de Jean Jolivet et Mohammed Arkoun. Il part comme boursier à l'Académie iranienne de philosophie à Téhéran durant l'année universitaire 1978-1979, avec le soutien de Henry Corbin. Il soutient en 1981 un doctorat de troisième cycle en civilisation arabe à l'université Sorbonne-Nouvelle sur l'alchimie de langue arabe (Jâbir ibn Hayyân).
Nommé maître de conférences en langue arabe et civilisation islamique à l’Université Michel-de-Montaigne – Bordeaux III en 1981, il est chercheur pensionnaire à l'Institut français d'études arabes de Damas durant l'année universitaire 1987-1988. En 1990, il soutient sa thèse de doctorat d'état en Études islamiques à l'université Bordeaux III, sous le titre Langage, temps et espace dans l'ésotérisme islamique. En 1991, il est nommé directeur d'études à l'École pratique des hautes études (EPHE) (Ve section, Sciences religieuses). Il a été directeur du Département des études arabes et médiévales de l'Institut français du Proche-Orient (Damas) de 2007 à 2011.
Il est secrétaire de l'Association des amis de Henry et Stella Corbin, qui organise des Journées d’études annuelles à Paris depuis 2005.
Son travail scientifique porte principalement sur le thème de la mystique et de l’ésotérisme en Islam.

## Publications

### Ouvrages
- Les Commentaires ésotériques du Coran selon ‘Abd al-Razzâq al-Qâshânî, Paris, Les Deux Océans, 1980, réédition revue et augmentée en 1991, 123 pages.  (ISBN 2361120070 et 978-2361120078) Traduction en turc par Sadık Kılıc, Kaşânî’ye Göre Kur’an’ın Tasavvufi Tefsiri, Istanbul, Insan yayınları, 2001. Traduction en persan par Zaynab Poudineh Aqaï, Ta’wîlât al-Qur’ân az dîdgâh-e ‘Abd al-Razzâq-e Kâshânî, Téhéran, Enteshârât-e Hekmat, 2004.
- Dix traités d’alchimie de Jâbir ibn Hayyân - Les dix premiers Traités du Livre des Soixante-dix (textes traduits et présentés), Paris, Sindbad, 1983, réédité avec une mise à jour en 1996 aux éditions Actes-Sud, 313 pages.  (ISBN 2727400896 et 978-2727400899)
- L’Élaboration de l’Elixir Suprême - Quatorze traités de Jâbir ibn Hayyân sur le Grand Œuvre alchimique (en arabe Tadbîr al-iksîr al-a‘zam ; textes édités et présentés), Damas, Publications de l’Institut français d’études arabes, 1988.
- Alchimie et mystique en terre d’Islam, Lagrasse, Verdier, collection « Islam spirituel », 1989. Réédité aux éditions Gallimard, folio/essais, 2003, 246 pages.  (ISBN 2070427196 et 978-2070427192) Traduction en espagnol par Gracia Lopez Anguita, Alquimia y mística en el Islam, Madrid, Mandala Ediciones, 2005 ; en persan par Zeinab Pudineh Aqai et Reza Kuhkan, Kîmyâ-o ‘erfân dar sarzamîn-e Eslâm, Enteshârât-e Tahûrî, 2009.
- Le rêve et ses interprétations en Islam, Paris, Albin Michel, collection Science des religions, 2003, 320 pages.  (ISBN 2226142320 et 978-2226142320) Traduction en arabe Ta‘bîr al-ru’yâ fî al-Islâm, par Dalyâ al-Tûkhî, Le Caire, al-Hay’a al-Misryya al-‘Âmma li-al-Kitâb, 2007.
- La Science des lettres en islam, Paris, Dervy, Esprit de Lettre, 2004, 146 pages.  (ISBN 2844543219 et 978-2844543219) Traduction en arabe par Dâliâ al-Tûkhî, ‘Ilm al-hurûf fî al-Islâm, Le Caire, Al-hay’a al-misriyya al-‘âmma li-al-kitâb, 2006.
- Petite histoire de l’islam, avec Mohammad Ali Amir-Moezzi, Flammarion, Librio, 2007, 94 pages.  (ISBN 2290002410 et 978-2290002414) Réédité par le Nouvel Observateur en 2008.
- Min ta’rîkh al-hirmisiyya wa-al-sûfiyya fî al-Islâm (De l’histoire de l’hermétisme et du soufisme en Islam), traduit par Lwiis Saliba, Jbeil, Éditions Byblion, 2005 ; 2e édition revue et augmentée, 2008.
- La dignité de l'homme face aux anges, aux animaux et aux djinns, Albin Michel, février 2018.
- Oublie le chemin, tu parviendras à Dieu. Études sur les paradoxes de la mystique musulmane, éditions du Cerf, 2023.

### Articles et chapitres d'ouvrages en collaboration
- Liste des publications

## Articles de Pierre Lory dans des encyclopédies et dictionnaires
- Dans l'Encyclopédie de l'Islam, 2e édition, Leiden, Brill : « Sarrâdj », « Shâdhilî », « Shâdhiliyya », « Shahrazûrî » , « Tarîka (Afrique du Nord) » ; « Wahm », « Walî (Afrique du Nord) », « Wukûf » ; « Muhammad b. Ahmad al-Hudîgî » (avec M. Zekri, S. 7) ; « Tayyibiyya » (avec A. Toufiq, S. 11-12).
- Dans The Encyclopaedia of Islam, 3e édition, articles « ‘Abd al-Razzâq al-Kâshânî », 2009 ; « al-Dabbāgh, ʿAbd al-ʿAzīz » [Dabbagh Abd Aziz], 2011 ; “Mursî, Abû al-‘Abbâs », 2022.
- Dans le Dictionnaire du Coran, Mohammad Ali Amir-Moezzi (éd.), Laffont, 2007, articles « Aaron », « Abraham », « David », « Elie », « Exégèse mystique » (avec Denis Gril), « Ezéchiel », « Folie », « ‘Imrân et sa famille », « Isaac et Ismaël », « Jean-Baptiste », « Josué », « Judas Iscariote », « Madian », « Magie », « Martyre », « Moïse », « Nemrod », « Occident et Coran », « Pèlerinage à La Mecque », « Poésie », « Qârûn », « Rêves », « Sciences occultes », « Zacharie »
- « Hermetic Literature III : Arab », dans Dictionnary of Gnosis and Western Esotericism, Wouter J. Hanegraaf, Antoine Faivre, R. van den Broek et Jean-Pierre Brach (eds), Leiden/Boston, Brill, 2005.
- Article « Jâber ebn-e Hayyân » dans Dâneshnâme-ye jahân-e Eslâm (Encyclopaedia of the World of Islam), vol. 9, Téhéran, Encyclopaedia Islamica Foundation 2005.
- « Hermetik – Hermetica / Islam », dans Religion in Geschichte und Gegenwart – 4e édition complètement remaniée, sous la direction de H. D. Betz, D. S. Browning, B. Janowski et E. Jüngel, Mohr Siebeck, Tübingen, 2000.
- Coordination du secteur « Islam » du Dictionnaire critique de l’ésotérisme, Presses Universitaires de France, 1998, et rédaction des articles « Alchimie », « Bastâmî », « Borsî », « Danse », « Hallâj », « Ibn Masarra », « Islam », « Jâbir ibn Hayyân », « Magie », « Sabtî » dans ce volume.
- Articles « Jâbir ibn Hayyân » et « Râzî (Abû Bakr al-) » dans l'Encyclopédie Philosophique Universelle - Les œuvres philosophiques, Paris, Presses Universitaires de France, 1992.